# Villabona (Asturias)
Villabona es la localidad con mayor población de la parroquia de Villardeveyo en el concejo asturiano de Llanera (España). La localidad, con la categoría histórica de lugar, tiene una población empadronada de 264 habitantes (INE, 2012)
El desarrollo de Villabona tuvo su impulso debido a la minería del carbón, favorecido por la presencia del ferrocarril. Además, la estación de Villabona de Asturias es un nudo importante en la red ferroviaria asturiana.

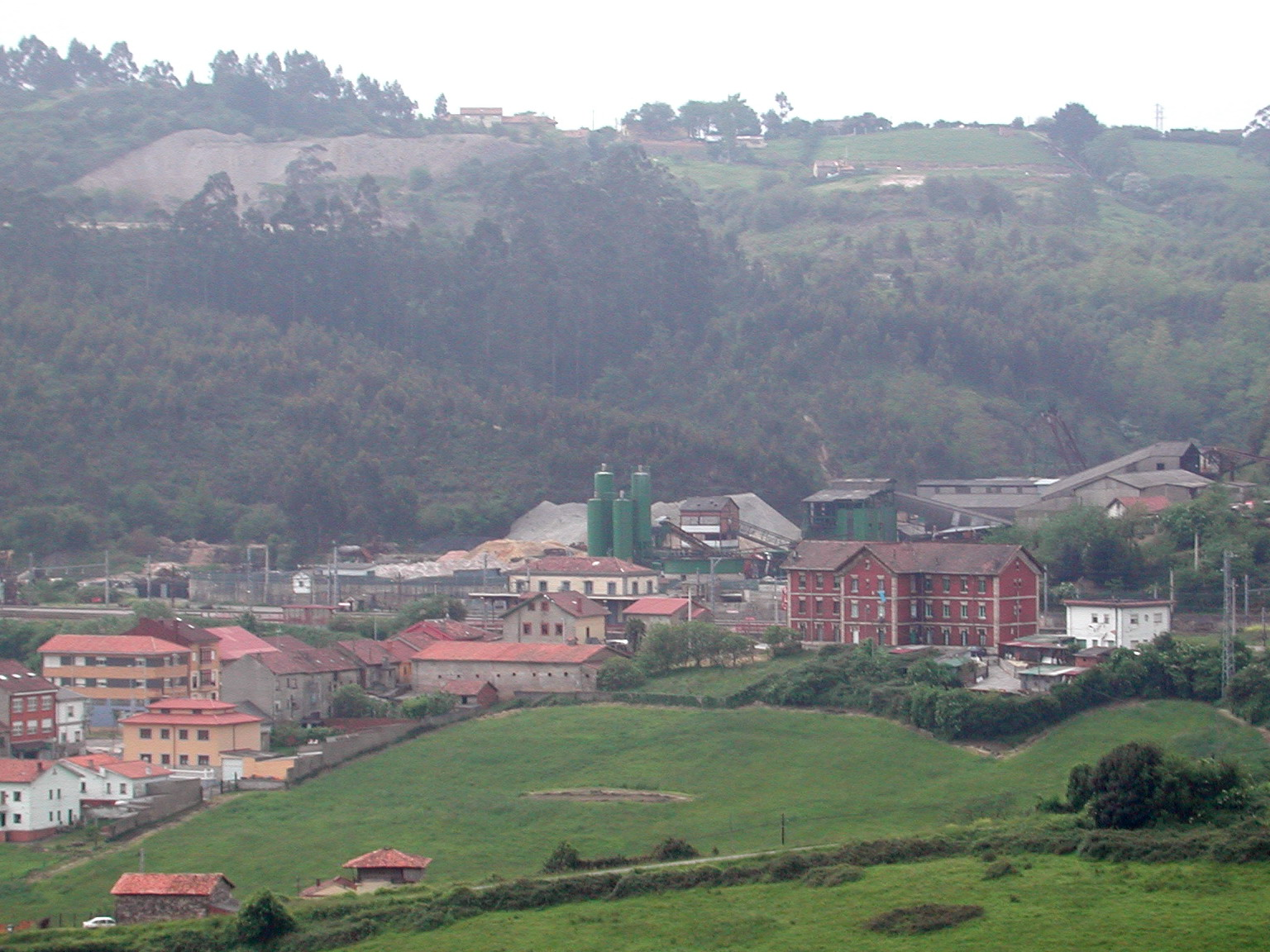
Vista de Villabona a través del valle del río Frade.

## Toponimia
Según Xosé Lluis García Arias, en su obra Toponimia asturiana, el origen del topónimo Villabona es latino: villam (casería) bonam (buena). El topónimo sería compuesto, producto de una adjetivación del término más usado en los topónimos asturianos, villam. De todas maneras, no descarta que pueda deberse a un antropónimo.

## Geografía física
La localidad está situada a una altitud media de 160 m s. n. m. en la falda norte del monte Santo Firme, a la ribera del río Frade. Se encuentra a una distancia de 6,2 km de la capital del concejo, Posada.
El río Frade atraviesa el barrio de La Rotella, localizándose en su márgenes alisedas ribereñas, así como una carbayeda con castaños al este.

## Historia

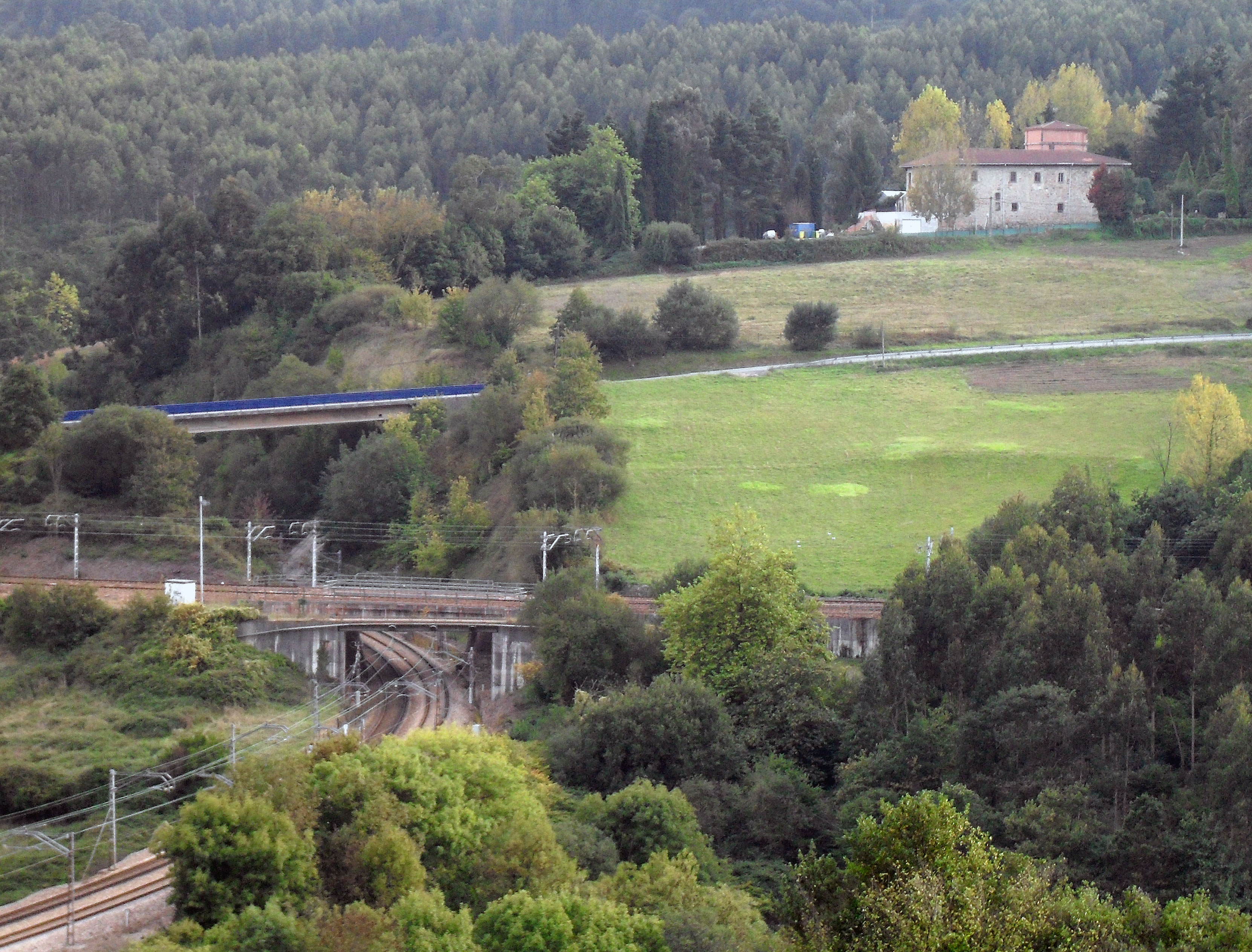
Palacio de Villabona y cruce de las líneas a Gijón (inferior) y a Avilés (superior).

Su desarrollo está marcado por el comienzo de la explotación de minas de carbón en el yacimiento de Santofirme, favorecido por la presencia del ferrocarril.
Hasta la inauguración de la línea León-Gijón, Villabona era una aldea formada por seis caserías y el palacio, del siglo XVII, de los Alonso de Villabona. Sus propietarios vendieron los terrenos necesarios (4 ha) para la construcción de la estación. Ésta fue puesta en marcha con el ramal Villabona-San Juan de Nieva, construido para facilitar la salida de los carbones de Santofirme y Ferroñes.
Así mismo, las sucesivas compañías ferroviarias construyeron viviendas destinadas a sus empleados, posiblemente dedicados al mantenimiento, y otras edificaciones debido a la situación estratégica de la localidad, en el centro del triángulo formado por Oviedo, Gijón y Avilés. Este conjunto de edificaciones ha sido catalogado por la Fundación de los Ferrocarriles Españoles como un «barrio ferroviario puro». Entre ellas destaca el edificio conocido como Las Casonas (o Les Casones), construido por la Compañía de los Caminos de Hierro del Norte de España.

## Demografía
Según el padrón municipal de habitantes de 2014, su población era de 255 habitantes (INE). La evolución del número de habitantes empadronados, desde el año 2000 al 2016, es la siguiente:
| Gráfica de evolución demográfica de Villabona entre 2000 y 2016 |
|                                                                 |
| - Población según padrón municipal de habitantes. Fuente INE.   |

## Minería

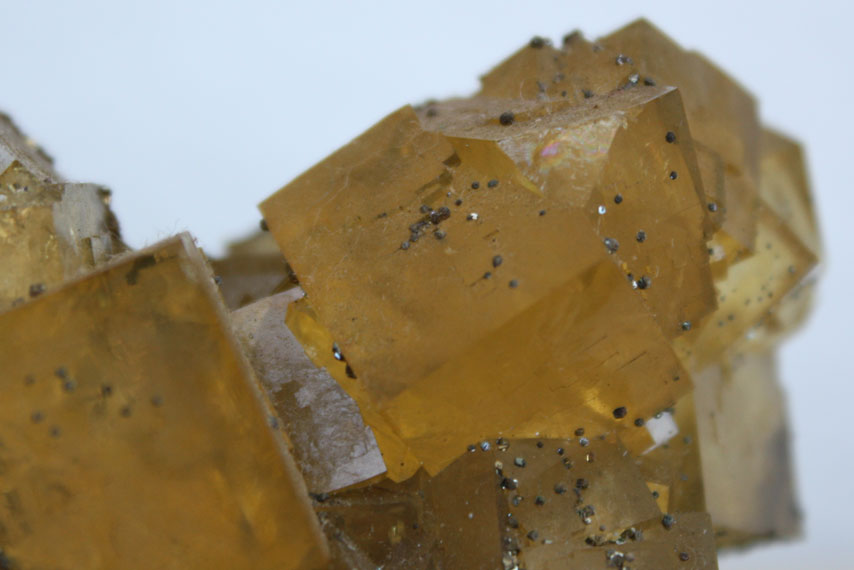
Cubos de fluorita de Villabona.

En los alrededores de Villabona se encuentra el yacimiento de Santo Firme, de carbón y espato flúor.
El carbón fue explotado por diversas compañías hasta mediados del año 1990, en que finalizó su extracción en los grupos mineros "Santo Firme" y "Cárcaba". Así, se explotaron hasta 25 capas de carbón pertenecientes a los paquetes Esperanzas, Voluntad, Gavitos, Reguerón, Vena del Medio, Águilas, Tejeras y Martas, según la denominación local, del Namuriense-Westfaliense.
El yacimiento de espato flúor se encuentra englobado dentro del denominado "Distrito de Villabona-Arlós". Los depósitos de fluorita del distrito son filones y masas estratiformes (capas), que se encuentra en formaciones triásicas. En el área de Villabona los depósitos económicamente explotables son un filón y tres capas. El filón está asociado a la falla de contacto del Trías con el Carbonífero.
La fluorita del distrito Villabona-Arlós es muy conocida por los coleccionistas de todo el mundo por su color amarillo, bajo el nombre de "Villabona". Los tonos del amarillo son variables desde pálido casi incoloro hasta el marrón. La única forma cristalina es el cubo. Son frecuentes las inclusiones de sulfuros. Aparece usualmente asociada a dolomita de color blanco y calcita.
Como símbolo representativo de la minería se encuentra el castillete del pozo San Ismael, en las proximidades de la estación de ferrocarril, que fue usado para la extracción de carbón y espato flúor. El pozo se empezó a construir en el año 1972, siendo inaugurado el 14 de mayo de 1975. Tiene una profundidad de 40 m y su castillete es el último que queda en Asturias utilizado para la extracción de fluorita.

## Bienestar Social
La localidad dispone de dos equipamientos públicos sanitarios: un consultorio médico (consultorio periférico de la zona básica de salud IV.9), en el barrio de La Rotella, y una farmacia. Dispuso de un centro público de enseñanza, que cerró sus puertas en el curso 2005-2006.

## Comunicaciones

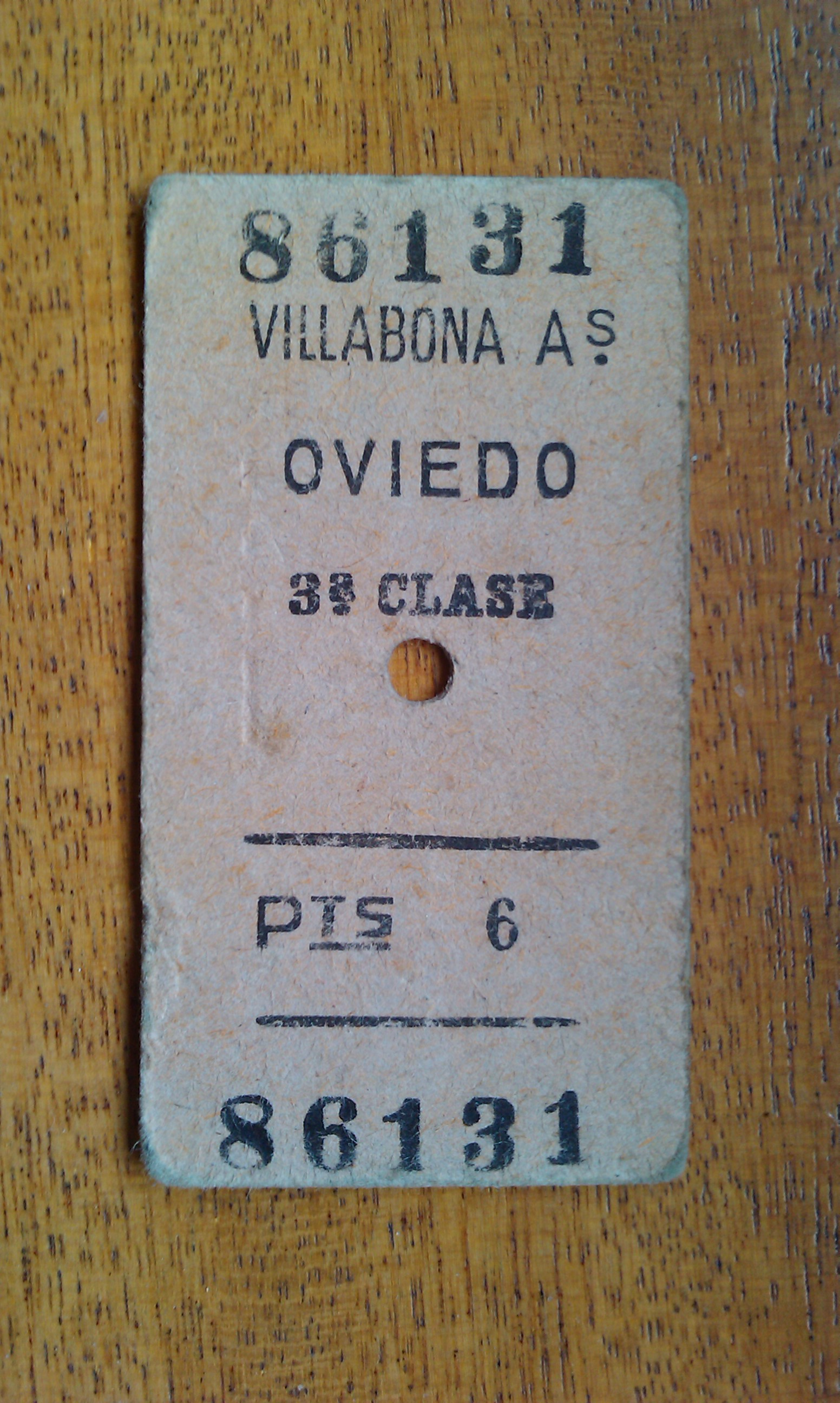
Billete de 3.ª de Villabona a Oviedo.

Cuenta con una buenas condiciones de comunicación con los centros urbanos del concejo y de la región, a través del ferrocarril y carreteras autonómicas. Así, la principal vía de comunicación es la AS-325 del Alto de la Miranda a Serín, que posee una variante para evitar el paso por el centro de la localidad. Dicha carretera, local de primer orden, enlaza en el Alto de la Miranda con la AS-17 Avilés-Riaño (Langreo), de la red regional, y en Serín con la AS-326 Tabaza-Tremañes.

### Ferrocarril
Villabona posee una estación de Renfe Cercanías con el nombre de Villabona de Asturias. En la estación realizan paradas los servicios de Cercanías Asturias de las líneas C-1 Gijón/Oviedo-Puente de los Fierros y C-3 Llamaquique/Oviedo-San Juan de Nieva.
Es un nudo ferroviario de importancia dentro de la red asturiana, al ser el punto de empalme de las líneas Venta de Baños-Gijón y Villabona-San Juan de Nieva. El tramo entre Oviedo y Villabona presentaba, a finales del año 2009, cierto nivel de saturación, con unas 1000 circulaciones semanales. Este hecho se ve agravado por la imposibilidad de realizar viajes directos entre Avilés y Gijón.
En los Estudios Informativos para el desarrollo de la Red de Alta Velocidad en Asturias, el Ministerio de Fomento plantea la remodelación del nudo de Villabona en tres aspectos:
- Un nuevo recorrido entre Lugo de Llanera y Serín para el tráfico de viajeros de Largo Recorrido y Cercanías.
- Remodelación de la línea Villabona-Avilés-San Juan de Nieva, con el fin de eliminar la pendiente de 23 milésimas, que limita los tráficos de mercancías.
- Conexión de las líneas de Gijón y Avilés para permitir las circulaciones directas entre ambas localidades, para viajeros y mercancías.

## Patrimonio

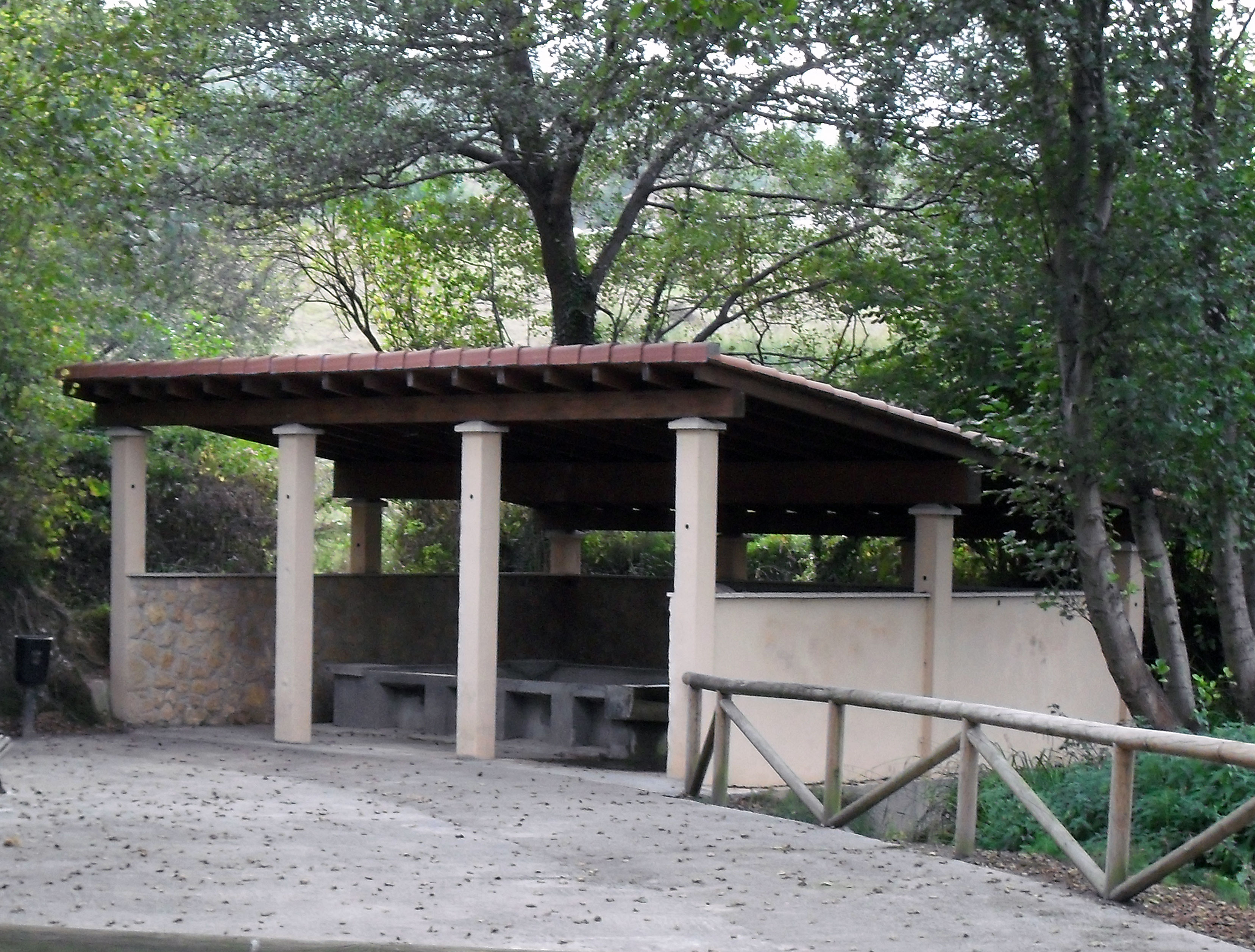
Lavadero en La Rotella.

Dentro de los elementos de su patrimonio destaca, sobre el resto, el Palacio de Villabona, declarado Bien de Interés Cultural el 12 de noviembre de 1982. Se trata de un palacio del siglo XVII, restaurado en 1986, y que conserva una de sus dos torres originales.
Además del palacio, en el barrio de La Rotella, al norte de la AS-325, hay una capilla dedicada a San Antolín, que alberga una imagen de Santa Bárbara, y un antiguo lavadero, en las proximidades del río Frade, perteneciente al patrimonio etnográfico de Llanera. Dicho lavadero, hoy únicamente usado como fuente, tiene una techumbre a un agua con teja, soportada por 10 pilares. Sobre el caño de la fuente se puede leer la inscripción ““VILLABONA 2007””.

## Centro Penitenciario
El Centro Penitenciario de Asturias es el único centro penitenciario existente en Asturias. Fue inaugurado en el año 1992 y tomó el nombre de la población, Centro penitenciario de Villabona, a pesar de no ser el núcleo de población más cercano, que es Tabladiello.
Este hecho hace que mucha gente en Asturias identifique Villabona con la cárcel, y que incluso no se sepa la existencia del pueblo. Esto es motivo de burlas y chistes con los habitantes del pueblo cuando, lejos de él, dicen que viven en Villabona, o que son de Villabona.
Los grupos municipales del ayuntamiento de Llanera aprobaron en el pleno del 6 de noviembre de 2008 solicitar el cambio del nombre del centro penitenciario "ya que perjudica la imagen de la localidad". No fue hasta 2017 que se modificó el nombre del centro con el cambio de Villabona por Asturias.
En las proximidades del Centro Penitenciario se construyó un apeadero de la línea C1 de Renfe Cercanías con el nombre de Villabona-Tabladiello, para dar servicio a aquel, debido a la lejanía de la estación de Villabona de Asturias.

## Beter Club de Fútbol
En el año 1945 se funda en Villabona el Beter Club de Fútbol, equipo con publicidad, posiblemente pionero de la esponsorización de los equipos de fútbol. El equipo lucía camiseta blanca con ribetes azules y el anagrama de la empresa Beter.
El equipo se fundó con la ayuda de la citada Beter, el conde de San Antolín y la empresa minera Minas de Villabona. Su primer presidente fue Luis López Argüelles, capataz jefe de Minas de Villabona, y cuñado de Francisco Alonso, alias Pancho, uno de los socios de Beter.
En la temporada 45-46 participó en las competiciones federadas de tercera regional, y de la Copa Federación Asturiana, pasando, probablemente, en temporadas posteriores, al juego aficionado.